# 唐原村
唐原村（とうばるむら）は、福岡県築上郡にあった村。現在の築上郡上毛町の一部。

## 地理
- 河川：山国川[1]

## 歴史
- 1889年（明治22年）4月1日 - 町村制の施行により、上毛郡原井村、百留村、上唐原村、下唐原村が合併して村制施行し、唐原村が発足[2][3]。
- 1896年（明治29年）4月1日 - 郡の統合により築上郡の所属となる[2][4]。
- 1955年（昭和30年）4月1日 - 築上郡友枝村と合併し大平村を新設して廃止された[2][3]。

## 交通
- 1914年（大正3年）- 宇島鉄道開通、駅開設[2]。
- 1936年（昭和11年）- 宇島鉄道廃止[2]